# お座敷遊び

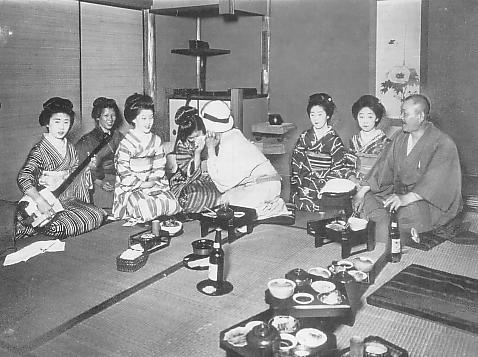
大正時代の芸者遊び

お座敷遊び (おざしきあそび)とは、料亭や茶屋で芸妓や舞妓と遊ぶことの通称である。簡単な道具を使ってでき、ルールもわかりやすいのが特徴である。負けたら罰杯 (ばっぱい)と呼ばれる酒を飲むことが多い。座敷遊び、お茶屋遊び、舞妓遊び、芸者遊びとも言う。

## 概要
宴会に華を添える仕事であった白拍子が現代のお座敷遊びの原型で、体系化されたのは江戸時代だと言われている。水茶屋の茶汲女が流行り唄を唄い舞を披露したことが起源。

## 現代
現代ではお座敷遊びは庶民にとっては敷居の高いものになっている。その理由は花街の茶屋が一見さんお断りであることが多いからというためである。なお、旅行のプランによっては一見さんOKの茶屋を用意してもらえることがある。
また、予約をした幹事はおかあさんに料金とは別にチップのような心づけを払うことがマストと言われている。ポチ袋に包んで出すことが多い。
金毘羅船々の袴はライターでもよいというようにお座敷遊びのルールは現代になって緩くなっているものもある。

## 例

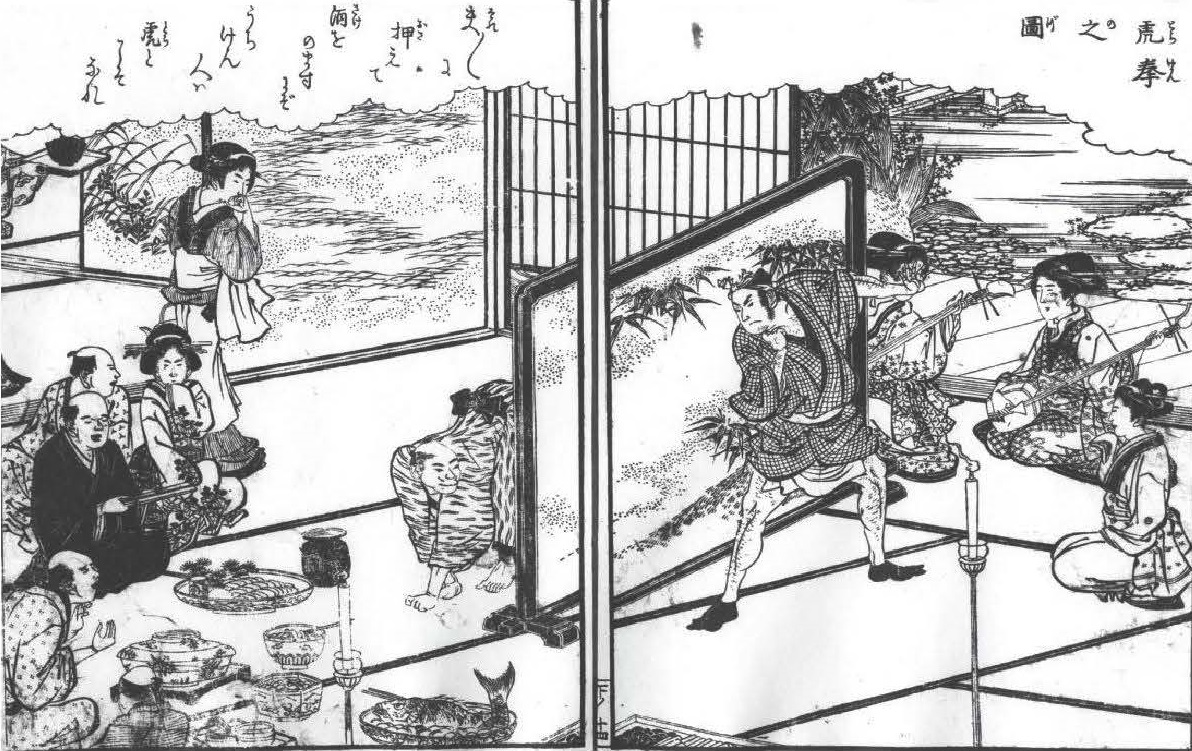
虎拳 『拳会角力図会』 1809年

このセクションではお座敷遊びの例とその概要を挙げる。
虎拳 (とらけん)

和藤内は虎には強いが、母(老婆)には弱い。虎は老婆には強いが、和藤内には弱い。老婆は和藤内には強いが、虎には弱い。といった三すくみのお座敷遊びとなっている。
花街では和藤内が加藤清正になり、老婆は妻になっている。
当初は襖に加え武将の衣装、虎の毛皮、女物の衣装のセットが2つあり大規模な遊びであったとされる。現在では襖のみで、和藤内を出すときは鉄砲を持つジェスチャーを、虎を出すときは四つん這いで、老婆を出すときは杖をつくジェスチャーをして襖から出ていく。
遊びの開始前にはとらとらの囃子唄を踊り、唄の名前から遊び自体がとらとらと称されることがある。
おまわりさん
「おまわりさん」の掛け声で太鼓を2回叩きじゃんけんをする遊び。負けた方は回り、勝った方は太鼓を2,3回叩く。これを続け、先に2,3回連続で負けた方が酒を飲む。太鼓を叩く回数や敗北条件などは場所や文献によって異なる。おまわりヨイヤサとも言う。
金毘羅船々

香川県の民謡である金毘羅船々に合わせて台に手を置いていく遊び。台の上には袴を置いておき、それを取って持って帰るかそのまま残しておく。台の上に袴がある場合は手を広げて置き、台の上に袴がない場合は手を丸めて置いていく。手を間違えた方の負け。
唄はだんだんと早くなっていき、間違えやすくなっていく。3回連続で袴を取ってはいけないとするルールもある。現代ではライターなどの手のひらで隠れるサイズならなんでもいいともされている。
さんざい
お座敷で酒を飲んだ後、一条戻り橋など京都の通り唄で芸妓や舞妓と一緒に唄って踊る。「さんざいしまひょか」と声をかけられて始める。意味は「唄や踊りで騒ぎましょう」という意味。
野球拳

「野球をするなら～」という歌で踊り、「ランナになったらえっさっさ」という歌詞で相手と場所を交換する。「よよいのよい」でグーを出し、そのあと「よよいのよい」でじゃんけんをする。「じゃんけんぽん」でじゃんけんをするところもある。負けたら酒を飲む。
夫婦拳 (めおとけん)
芸者と客がペアになり、2組4人で行う。ペアは相手に見えないようにじゃんけんの手の出す順番を決める。その後、じゃんけんを行い、じゃんけんで負けたり、決めた手と違う手を出したりしたら負け。
迷惑拳
この遊びには2つの遊び方がある。
1. 輪になりじゃんけんをして負けた隣の人が罰杯。
2. 輪になり親が「ワン・ツーの[5の倍数もしくはナシ(0の意)]」と言いながら全員がパーもしくはグーを場に出す。これで言った数と外れたら時計回りに親を移していき、当たったら親の隣の人が罰杯となる。参加人数全員がパーを出しても足りない数字を言ったり、参加人数全員が出したら足る数のものの親がグーを出したりすると親が罰杯となる。

五重塔
5段に重ねたお猪口を手を使わずに口だけで飲んでいき、空のお猪口の五重塔を作れば勝ち。途中でこぼしたり倒したりしたら負け。
陣取り
男女がペアを2組作り、それぞれが1枚の新聞紙の上に乗る。互いがじゃんけんをして、負けた方が新聞紙を半分に折りたたむ。新聞紙が小さくなってきたらおんぶや肩車もありで、新聞紙から足などが出たら負け。
投扇興

イチョウの形をした的(蝶)、土台の役割をする枕、投扇興のための扇子の3つの道具を使用する。
流派によって異なるものの、多くの場合投者が向かい合って交互に10回程度投げ合い合計得点の高い者が勝者となる。得点の求め方は流派によって異なり、百人一首に因んだ名前が付けられていたり、源氏物語の54帖の名前が付けられているものがある。これらを銘という。銘の中には過料といって減点となるものもある
おひらきさん
舞妓や芸妓と向かい合って立ち合いじゃんけんをし、負けた方が足を少し開く。これを繰り返し、倒れたりこれ以上開けなくなったら負けになり、酒を飲む。
可杯 (べくはい)、可盃 (べくさかずき)

土佐のお座敷遊び。漢文で「～すべし」と書くときの可は必ず上に置くことから、飲みきるまでは下に置けない盃のことで、天狗、おかめ、ひょっとこが描かれた六角形のコマで絵が自分に向いた人がその絵の杯で酒を飲む。。ベロベロの神様とも言う。
おかめの杯
可杯の中で最も入れる酒の量が少ないもの。そのまま下に置くこともできる。
ひょっとこの杯
口の部分に穴が開いており、指で塞ぎながら飲まないとこぼれてしまう。
天狗の杯
鼻が長くそのまま下に置くと傾いてこぼれてしまう。
菊の花
土佐のお座敷遊び。参加人数分の逆さにしたお猪口のどれかに1つの菊の花を隠し、「誰が取るか菊の花」という唄で順番にお猪口を開けていく。菊の花のお猪口を開けてしまった人が開いているお猪口の数だけ酒を飲む。
箸拳

宿毛発祥の土佐のお座敷遊び。使うものは短めの赤箸6本。最初にじゃんけんで先攻後攻を決める。先攻は受け、後攻は打ち込みとそれぞれ呼ばれ、勝った方が打ち込みになる。
受けが0~3本の箸を相手に見えないように先に出し、打ち込みは受けと打ち込みの合計本数が3本になるように箸を相手に見えないように出す。このとき、打ち込みは「3本」と宣言する。その後、受けが0~1本持っているなら受けは「1本」と、2~3本持っていたら「5本」と宣言する。最後にお互いの箸を見せ合い、1本もしくは5本なら受けの、3本だったら打ち込みの勝ちとなる。偶数ならあいこになる。これを3回行い、負けた方が酒を飲む。偶数を宣言できずあいこになるのは日本人が半分に折れるなどの縁起の悪いことを嫌うためだと言われている。
しばてん踊り

芝天狗を省略して呼ばれるしばてんという名前の土佐の妖怪になったつもりで踊るというお座敷遊び。頭にしばてんの手ぬぐいを巻いて踊る。
これ以外にも、麦つんで、桶かしとくれやす、猫タコ坊主、石の地蔵さん、いろはのいの字、お若いの、御幣まわしなどのお座敷遊びがある。

### 現代では遊ばれないお座敷遊び
チャリ舞
都都逸や串本節、法界節などで寸劇のように遊ぶ。芝居や歌舞伎を知らないとその滑稽さが楽しめないので、現代では遊ばれなくなった。